# Мінєєв Володимир Костянтинович
Володимир Костянтинович Мінєєв (16 лютого 1990, Свердловськ) — російський кікбоксер, боєць змішаних єдиноборств, чемпіон Європи та світу, майстер спорту. У різний час володів титулами чемпіона за версією таких організацій як WKA, WAKO-Pro, WKN, WBKF. Переможець Кубка Росії з тайського боксу, срібний призер чемпіонату Росії. Володар пояса FNG в середній вазі.

## Біографія
Володимир Мінєєв народився 16 лютого 1990 року в передмісті Свердловська, потім з сім'єю переїхав в Саранськ, а починаючи з трирічного віку постійно проживав в Ульяновську. Батьки Мінєєва пов'язані з медициною, старший брат теж згодом став лікарем (Санкт-Петербург). Навчався в школі № 75, в дитинстві постійно бився на вулиці і в школі. Займатися кікбоксингом почав в ранньому дитинстві, проходив підготовку під керівництвом тренерів Е. В. Головіхіна і В. В. Сафоніна.
До Головіхіна Мінєєва привів батько, коли йому виповнилося 9 років. Коли Мінєєву виповнилося 14 років, помер його батько, і Головіхін всіляко йому допомагав. Головіхін познайомив Мінєєва з Володимиром Мерчіним, під керівництвом якого він через рік переміг у першості Росії з японського кікбоксингу .
Мінєєв тренувався у Віктора Сафоніна перед поєдинком з Реванхо Блокландом. Сафонін в парі з іншим тренером — Євгеном Бєліком, змогли виробити техніку і стратегію, які допомогли Мінєєву перемогти в поєдинку. Мінєєв став студентом Московського державного університету природооблаштування (нині інститут, меліорації, водного господарства та будівництва імені А. Н. Костякова РГАУ-МСХА імені К. А. Тімірязєва), згодом закінчив вуз по цій спеціальності .
Першого серйозного успіху на рингу домігся в 2008 році, коли вперше став чемпіоном Росії з кікбоксингу і, потрапивши до основного складу російської національної збірної, завоював золоту медаль на чемпіонаті Європи в Португалії, що проводився під егідою Всесвітньої асоціації кікбоксерських організацій. Рік по тому на європейській першості в Австрії в фінальному матчі зазнав поразки і отримав срібну нагороду. Одночасно з цим почав кар'єру в професійному кікбоксингу, з чотирьох проведених поєдинків в трьох здобув перемогу, в тому числі виграв вакантний титул чемпіона світу в суперважкій вазі за версією WAKO Pro, нокаутувавши в першому раунді білоруса Сергія Зелінського.
У 2011 році Мінєєв взяв бронзу на чемпіонаті Європи в Македонії і провів кілька переможних боїв на професійному рівні, став чемпіоном Європи WBKF у другій важкій ваговій категорії. У наступному році на змаганнях в Туреччині знову став чемпіоном континенту серед любителів, при цьому в професіоналах здобув шість перемог і виграв титул чемпіона світу за версією WKA. У 2013 і 2014 роках завоював і захистив пояс чемпіона світу за версією WKN. Також в 2013 році брав участь в чемпіонаті Росії з тайського боксу, посів друге місце, програвши у фіналі багаторазовому чемпіону останніх років Артему Вахітову.
У 2014 році дебютував в боях за змішаними правилами, став виступати переважно на турнірах російської промоутерської компанії Fight Nights . Велику увагу привернув поєдинок Мінєєва з Магомедом Ісмаїловим, що відбувся 19 жовтня 2018 року на турнірі Fight Nights Global 90. Бій тривав 5 раундів і завершився нічиєю. Рішення суддів викликало багато суперечок.
27 вересня 2019 бився на турнірі у Донецьку (Ордло).
На турнірі пам'яті Абдулманапа Нурмагомедова, який відбувся 9 вересня 2020 року в Москві, Мінєєв нокаутував Даурена Ермекова і став чемпіоном Fight Nights Global в середній вазі .
Має вищу освіту, закінчив Московський державний університет природооблаштування, де навчався на механічному факультеті. У вільний від спорту час займається бізнесом, виховує доньку.
16 жовтня 2021 р. нокаутував Магомеда Ісмаїлова.
Рідний молодший брат Петро Мінєєв загинув під час агрессії против України.

## Фільмографія
2020 — Російський рейд — Ватажок
2021 — Бультер'єр — Макс «Бультер'єр» Холодов

## Статистика в змішаних єдиноборствах
| Професійна кар'єра бійця |            |           |
| Боїв 18                  | Перемог 16 | Поразок 1 |
| Нокаут                   | 11         | 0         |
| Здача                    | 3          | 0         |
| Рішення суддів           | 2          | 1         |
| Нічия                    | 1          | 1         |

| Результат | Рекорд | Суперник           | Спосіб                          | Турнір                                                                 | Дата            | Раунд | Час   | Місце                                | Примітки                           |
| --------- | ------ | ------------------ | ------------------------------- | ---------------------------------------------------------------------- | --------------- | ----- | ----- | ------------------------------------ | ---------------------------------- |
| Перемога  | 16-1-1 | Магомед Ісмаїлов   | технічний нокаут                | AMC Fight Nights 105: Мінєєв - Ісмаїлов 2                              | 16 жовтня 2021  | 3     | 4:41  | Сочі, Росія (WOW Арена)              | Захистив пояс FNG в середній вазі. |
| Перемога  | 15-1-1 | Даурен Ермек       | технічний нокаут                | Турнір пам'яті Абдулманапа Нурмагомедова                               | 9 вересня 2020  | 3     | 2:16  | Москва, Росія                        | Завоював пояс FNG в середній вазі. |
| Перемога  | 14-1-1 | Артур Пронін       | нокаут                          | Leon Warriors                                                          | 30 травня 2020  | 1     | 3:50  | Мінськ, Білорусь                     |                                    |
| Перемога  | 13-1-1 | Дієго Діас         | одностайне рішення              | Donetsk MMA Federation — United Donbass 2                              | 27 вересня 2019 | 3     | 5:00  | Донецьк, Україна (контролюється ДНР) |                                    |
| Перемога  | 12-1-1 | Мілош Костич       | технічний нокаут                | King of Warriors Championship: Кубок Губернатора Ставропольського краю | 6 вересня 2019  | 1     | 2:37  | Георгіївська, Росія                  |                                    |
| Нічия     | 11-1-1 | Магомед Ісмаїлов   | роздільне рішення               | Fight Nights Global 90                                                 | 19 жовтня 2018  | 5     | 5:00  | Москва, Росія                        |                                    |
| Перемога  | 11-1   | Павло Масальський  | Введення (удушення)             | Fight Nights Global 89                                                 | 8 вересня 2018  | 1     | 2: 25 | Бочжоу, Китай                        |                                    |
| Перемога  | 10-1   | Андреас Міхайлідіс | Технічний нокаут                | Fight Nights Global 71                                                 | 29 липня 2017   | 3     | 3: 11 | Москва, Росія                        |                                    |
| Перемога  | 9-1    | Майкел Фалкао      | Технічний нокаут                | Fight Nights Global 63                                                 | 21 квітня 2017  | 1     | 3: 36 | Владивосток, Росія                   |                                    |
| Поразка   | 8-1    | Майкел Фалкао      | Рішення більшості               | Fight Nights Global 56                                                 | 9 грудня 2016   | 3     | 5: 00 | Владивосток, Росія                   |                                    |
| Перемога  | 8-0    | Ясубі Еномото      | Одностайне рішення              | Fight Nights Global 53                                                 | 8 жовтня 2016   | 3     | 5: 00 | Москва, Росія                        |                                    |
| Перемога  | 7-0    | В'ячеслав Бєляєв   | Введення (гільйотина)           | Industrials: Zabaikalian Power                                         | 12 червня 2016  | 1     | 1: 15 | Чита, Росія                          |                                    |
| Перемога  | 6-0    | Борис Мірошниченко | Технічна здача (удушення ззаду) | Fight Nights Global 44                                                 | 26 лютого 2016  | 2     | 2: 55 | Москва, Росія                        |                                    |
| Перемога  | 5-0    | Ксав'є Фупа-Покам  | Технічний нокаут                | Fight Nights: Битва під Москвою 19                                     | 11 червня 2015  | 1     | 4: 30 | Москва, Росія                        |                                    |
| Перемога  | 4-0    | Йосип Періца       | Технічний нокаут                | Pankration MFP & Fight Nights II                                       | 18 квітня 2015  | 1     | 3: 55 | Владивосток, Росія                   |                                    |
| Перемога  | 3-0    | Михайло Шейн       | Технічний нокаут                | Fight Nights: Кубок Московської області                                | 21 березня 2015 | 1     | 4: 07 | Химки, Росія                         |                                    |
| Перемога  | 2-0    | Іван сьодо         | Технічний нокаут                | Грізна битва                                                           | 14 березня 2015 | 1     | 3: 58 | Грозний, Росія                       |                                    |
| Перемога  | 1-0    | Фернанду Алмейда   | Технічний нокаут                | Fight Nights: Битва під Москвою 17                                     | 30 вересня 2014 | 1     | 1: 15 | Москва, Росія                        |                                    |